# Criterion Collection
The Criterion Collection — американская компания из Нью-Йорка, созданная в 1984 г. совместно с Janus Films и Voyager Company с целью распространения в США и Канаде видеокассет со значимыми с художественной точки зрения кинофильмами. В 1990-е годы перешла на выпуск Laserdisc, в 1998 году — на форматы DVD и, позже, Blu-ray. Релизы киноклассики, выпущенные под маркой Criterion, отличаются высоким качеством: многие ленты перед релизом подвергаются реставрации и восстановлению. Criterion ввёл практику сопровождения DVD альтернативной аудиодорожкой с комментарием фильма от его создателей либо киноведов.

## История
Компания Criterion Collection была основана в 1984 году Робертом Стейном, Алееном Стейн и Джо Мэджуком, к которым позже присоединился Роджер Смит. В 1985 году Стейн, Уильям Беккер и Джонатан Б. Турелл основали компанию Voyager для релизов образовательных мультимедийных компакт-дисков. В марте 1994 года Verlagsgruppe Georg von Holtzbrinck купила 20 % Voyager за 6,7 миллиона долларов США. 
В 1997 году компания Voyager была распущена. Алеен Стейн, Уильям Беккер и Джонатан Турелл (генеральный директор) окончательно завладели правами на компанию Criterion Collection, и начали партнёрство с Janus Films.
С 4 ноября 2013 года было объявлено, что Sony Pictures Home Entertainment будет заниматься дистрибуцией дисков Criterion Collection.

## Онлайн сервис
Criterion Collection начали предоставлять видео по запросу (VOD), в партнёрстве с MUBI (ранее The Auteurs) в 2008 году. В феврале 2011 года Criterion начали транслировать свои фильмы исключительно через Hulu Plus. В ноябре 2016 года FilmStruck, служба потоковой передачи фильмов от Turner Classic Movies, сменила Hulu на эксклюзивную службу потоковой передачи для коллекции Criterion. Некоторые фильмы Criterion были переданы копии. 26 октября 2018 года Warner Bros Digital Networks и Turner объявили, что FilmStruck будет закрыт 29 ноября из-за нехватки подписчиков. Criterion сделали официальное заявление в своём блоге о том, что в результате сложившийся ситуации, в настоящее время они попытаются найти способы, как можно вернуть их библиотеку фильмов и оригинальный контент в цифровое пространство как можно скорее. 16 ноября 2018 года Criterion объявил что они будут запускать свой канал Criterion в качестве отдельного сервиса. Весной 2019 года в партнёрстве с WarnerMedia (предыдущими владельцами FilmStruck), они также объявили, что услуга будет доступна на будущей платформе WarnerMedia, которая будет запущена в 2019 году. У Criterion есть свой YouTube канал, с помощью которого компания продаёт свои фильмы. Одной из примечательных особенностей является созданный ими плей-лист «Три причины», в котором компания в нескольких словах или фразах называет три причины, по которым фильм стоит посмотреть или просмотреть подборки Criterion.

## Первые выпуски
Первоначально компания Criterion выпустила художественные, жанровые и популярные фильмы на лазерных дисках, такие как «Хэллоуин (1978)», «Охотники за привидениями» (фильм, 1984), «Дракула Брэма Стокера», «Армагеддон» и «Скала». Коллекция Criterion чаще фокусируется на выпуске мирового кинематографа, классической кинематографической классики и успешных малоизвестных, независимых фильмов. Используя лучшие доступные, исходные материалы, компания выпускает технологически улучшенные и более чистые версии старых фильмов. Например: «Страсти Жанны д’Арк» (1928), «М» (1931), «Дети Райка» (1945), «Третий человек» (1949), «Семь самураев» (1954), «Солярис» (1972) и «Амаркорд» (1973). Эти диски содержат материалы демонстрации реставрации плёнки.

## Политика компании
Начиная с 1980-х годов политика компании состояла в том, чтобы сохранять на видеоверсиях фильмов широкоэкранный формат. Впоследствии эта практика стала общепринятой.